# Église Saint-Jean-Baptiste de Saint-Jean-d'Aulps
L'église Saint-Jean-Baptiste est un lieu de culte de confession catholique de France situé en Haute-Savoie, sur la commune de Saint-Jean-d'Aulps.

## Description
L'édifice abrite la châsse-relique de saint Guérin.

## Galerie

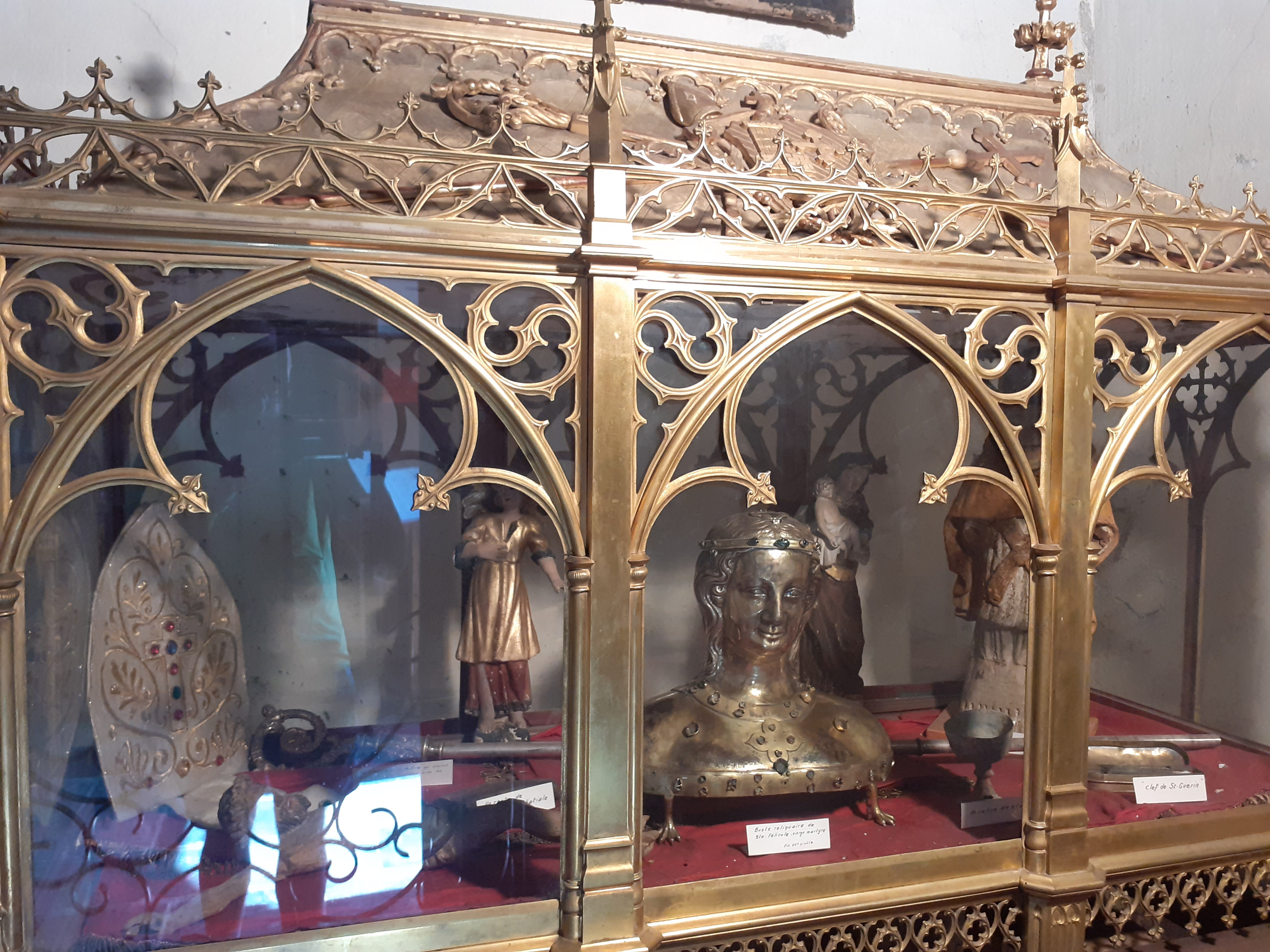
Chassis Saint-Guérin
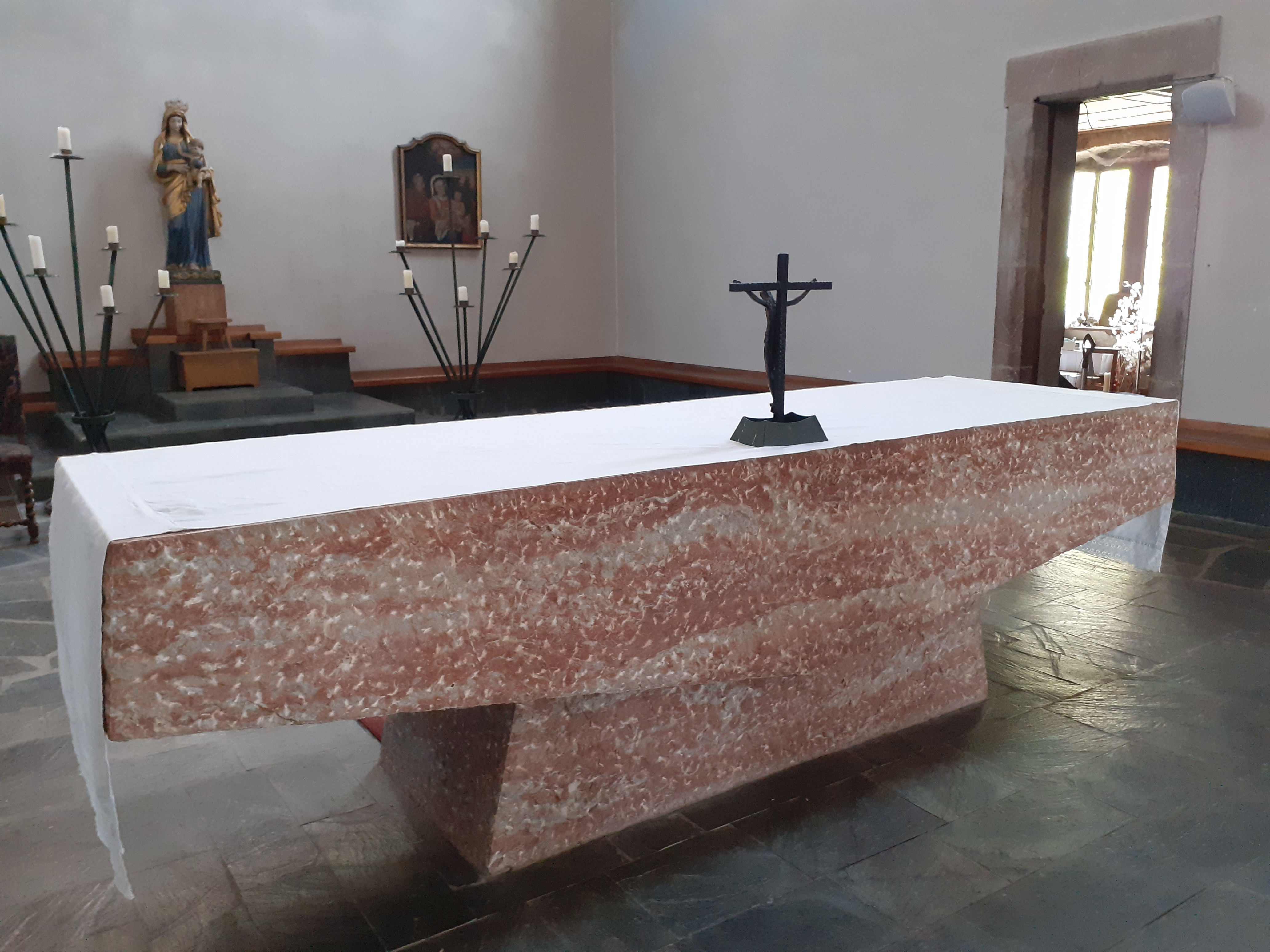
Autel en marbre rose de La Vernaz
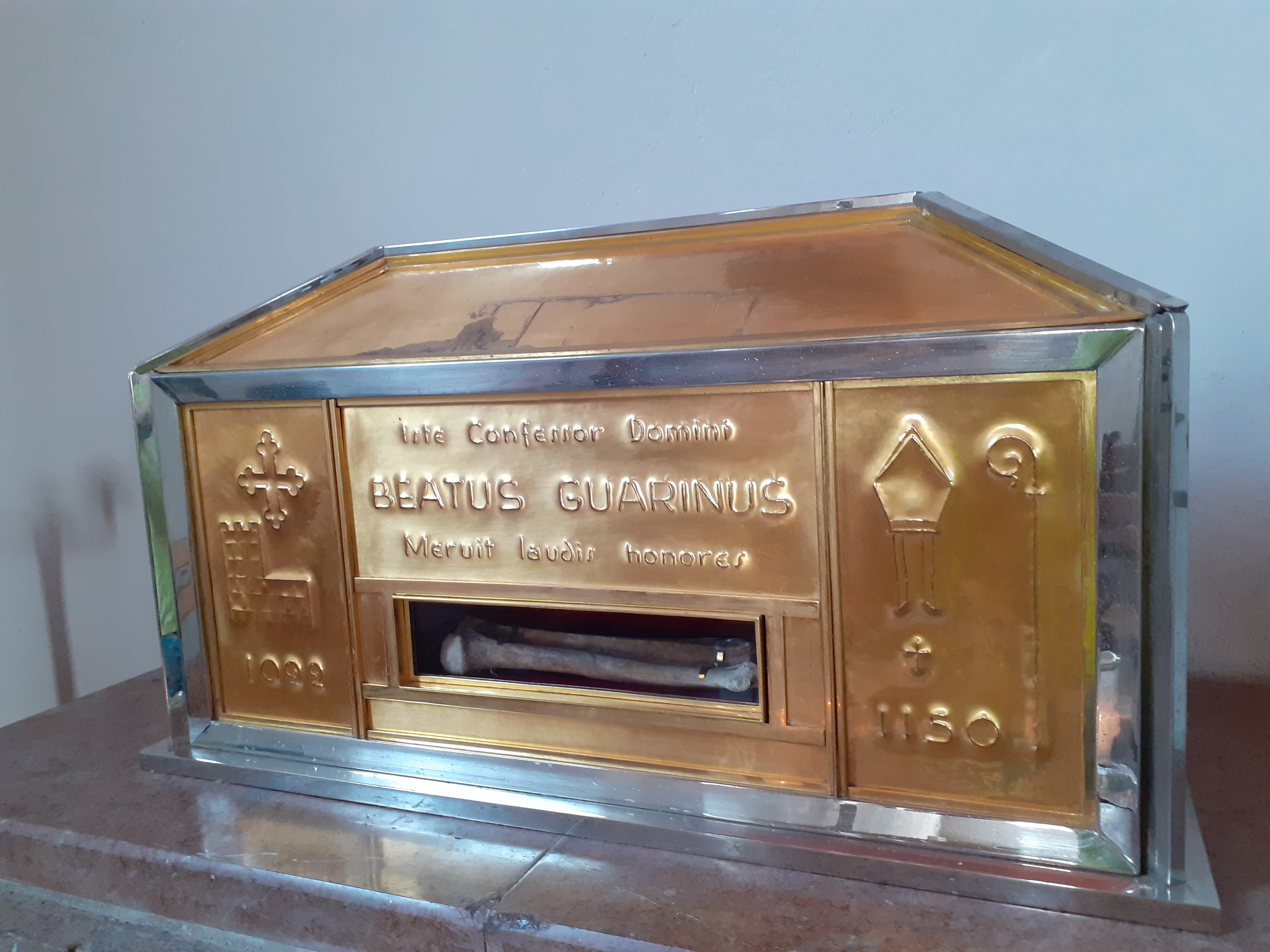
Ossuaire Saint-Guérin
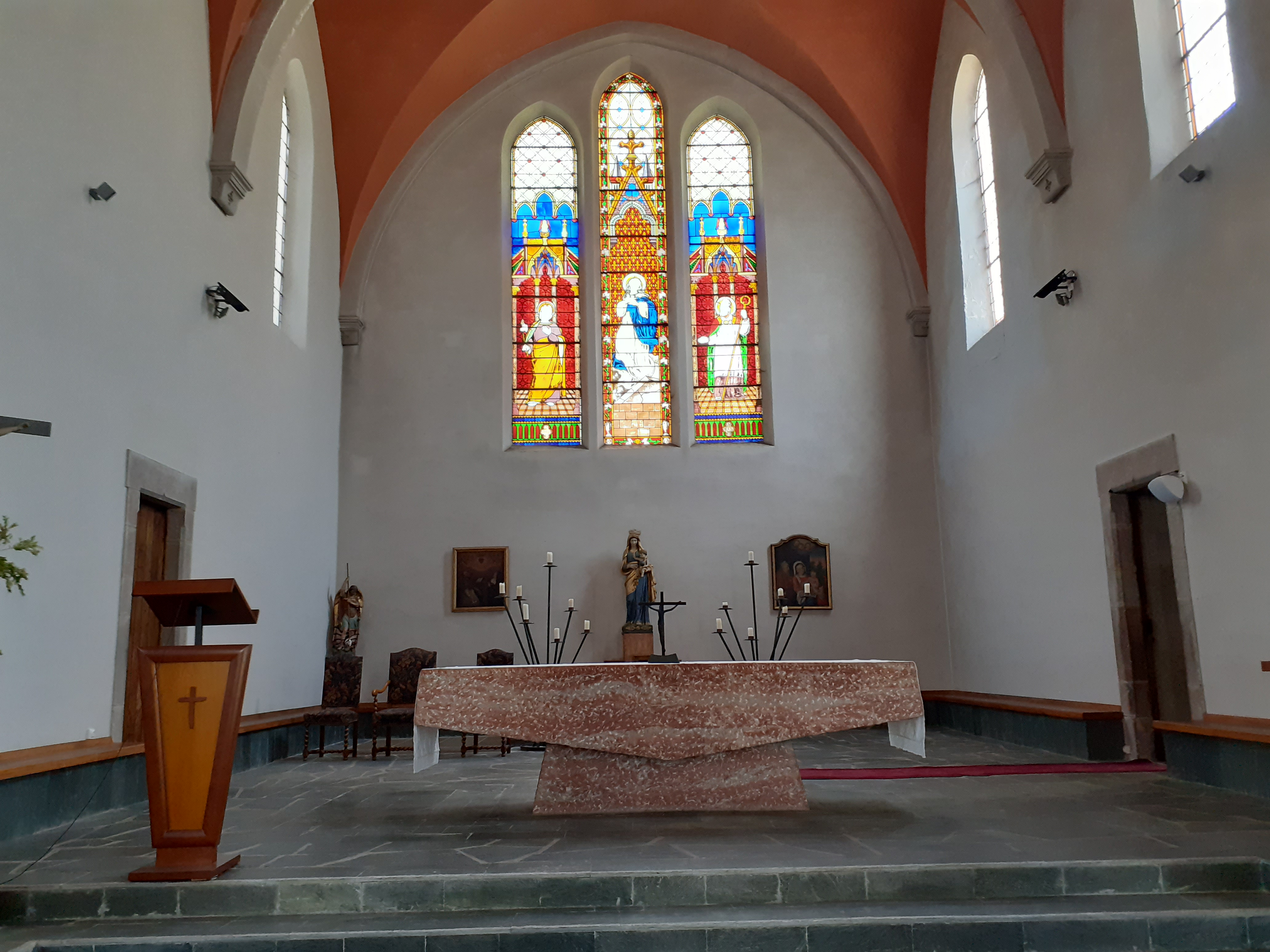
Chœur